# Francisco, Duque de Teck
Francisco, Duque de Teck (em alemão:Franz Paul Karl Ludwig Alexander von Hohenstein, depois de 1863 Franz Paul Karl Ludwig Alexander von Teck; em inglês: Francis Paul Charles Louis Alexander; 28 de agosto de 1837 – 21 de janeiro de 1900), ficou conhecido por ser o pai da rainha consorte Maria de Teck. Francisco detinha os títulos de Conde de Hohenstein (Graf von Hohenstein) e mais tarde Duque de Teck (Herzog von Teck). Em 1887, foi-lhe concedido no Reino Unido o estilo de Sua Alteza. O príncipe Francisco era descendente da Casa de Habsburgo, a então poderosa família real da Áustria.
Em 1863, Francisco foi nomeado Príncipe de Teck, com o estilo de Sua Alteza Sereníssima no Reino de Württemberg e mais tarde, em 1871, foi nomeado Duque de Teck. Casou-se em 12 de junho de 1866 com Maria Adelaide de Hanôver filha do príncipe Adolfo, 1º Duque de Cambridge, neta do rei Jorge III do Reino Unido, eles tiveram quatro filhos:
- Maria de Teck, mais tarde, rainha Maria, rainha-consorte do Reino Unido (1867-1953)
- Adolfo de Teck, mais tarde Duque de Teck e Marquês de Cambridge (1868-1927)
- Francisco de Teck (1870-1910)
- Alexandre de Teck, mais tarde Conde de Athlone (1874-1957)

## Últimos anos
Em 1887 a rainha Vitória concedeu ao príncipe Francisco o estilo de Sua Alteza no Reino Unido, como um presente para comemorar seu Jubileu de Ouro. Apesar disso, a família Teck ainda era vista como parentes menores da família real britânica, com baixo estatuto de pouca riqueza. Suas fortunas melhoraram quando, em 1891, sua única filha, a princesa Maria de Teck  (conhecido em sua família como May) ficou noiva do segundo na linha de sucessão ao trono britânico, Alberto Vitor, Duque de Clarence e Avondale, com a morte do Duque de Clarence apenas seis semanas depois, parecia um golpe cruel na família Teck no entanto, a rainha Vitória tinha uma grande afeição pela princesa May e convenceu o irmão do Duque de Clarence (e próximo na linha de sucessão), príncipe Jorge, Duque de Iorque, para casar-se com ela. 

## Viuvez, morte e sepultamento
Em 1897, a Duquesa de Teck morreu, deixando Francisco viúvo. Ele continuou a viver em White Lodge, Richmond, mas não realizou quaisquer deveres reais, embora tenha continuado a receber anuidade parlamentar da duquesa.
Francisco morreu em 21 de janeiro de 1900 em White Lodge. Ele foi enterrado ao lado de sua esposa na Capela de São Jorge (Castelo de Windsor) na cidade de Windsor.

## Títulos, estilos e armas

Brasão de armas dos duques de Teck

### Títulos
- 28 de agosto de 1837 – 1 de dezembro de 1863: Conde Francisco de Hohenstein
- 1 de dezembro de 1863 – 16 de dezembro de 1871: Sua Alteza Sereníssima, o Príncipe Francisco de Teck
- 16 de dezembro de 1871 – 11 de julho de 1900: Sua Alteza Sereníssima, o Duque de Teck
- 11 de julho de 1887 – 21 de janeiro de 1900: Sua Alteza, o Duque de Teck

### Honras
- Cavaleiro Grã-cruz da Ordem do Banho[6]
- Cavalheiro Grã-cruz da Real Ordem Vitoriana[7]